# Casa de orori a Doctorului Groază
Casa de orori a Doctorului Groază (în engleză Dr. Terror's House of Horrors) este un film de groază regizat de Freddie Francis după un scenariu de Milton Subotsky[*]. A fost produs în Regatul Unit de studiourile Amicus Productions și a avut premiera la 1965, fiind distribuit de Regal Film Distributors (UK) și de Paramount Pictures (SUA). Coloana sonoră este compusă de Elisabeth Lutyens[*]. Cheltuielile de producție s-au ridicat la 105.000 £.  Conține segmentele Werewolf”, „Creeping Vine”, „Voodoo”, „Disembodied Hand” și „Vampire”.

## Distribuție
Rolurile principale au fost interpretate de actorii:

Peter Cushing
Christopher Lee
Max Adrian[*]
Ann Bell[*]
Peter Madden[*]
Donald Sutherland
Michael Gough
Bernard Lee[*]
Al Mulock
Jeremy Kemp[*]
Kenny Lynch[*]
Walter Sparrow[*]
Judy Cornwell[*]
Thomas Baptiste[*]
Edward Underdown[*]
Isla Blair[*]
Jennifer Jayne[*]
Phoebe Nicholls[*]  .

## Vezi și
- Listă de filme antologie de groază